# Austropyrgus pusillus
Austropyrgus pusillus е вид коремоного от семейство Hydrobiidae.

## Разпространение
Видът е разпространен в Австралия (Виктория).